# Czego chcesz?
Czego chcesz? (styl. CZEGO CHCESZ?) – singel polskiego zespołu Modelki, który został wydany 17 lipca 2025 za pomocą wytwórni Island Records Polska w dystrybucji Universal Music Polska.

## Geneza utworu i historia wydania
Utwór został napisany oraz skomponowany przez Vłodarskiego, Antonego Esce oraz zespół Modelki (w składzie: Agnieszka Nowakowska, Urszula Kowalska i Zuzanna Fijak). Natomiast za produkcję, miks i mastering odpowiada sam Vłodarski. Utwór wykonały Agnieszka Nowakowska, Urszula Kowalska i Zuzanna Fijak.
Singel ukazał się w formacie digital download oraz w streamingu 18 lipca 2025 w Polsce, lecz data wydania wskazuje na dzień wstecz. Za wydanie utworu odpowiada wytwórnia Island Records Polska w dystrybucji Universal Music Polska.

## Twórcy
Opracowano na podstawie materiałów źródłowych.
- Agnieszka Nowakowska – wokal, tekst, kompozycja
- Urszula Kowalska – wokal, tekst, kompozycja
- Zuzanna Fijak – wokal, tekst, kompozycja
- Szymon Kwiecień (Antony Esca) – tekst, kompozycja
- Michał Włodarski (Vłodarski) – tekst, kompozycja, produkcja, miks, mastering

## Lista utworów
- Digital download[2]

1. „CZEGO CHCESZ?” – 2:13

## Teledysk
Do utworu powstał teledysk, który udostępniono 18 lipca 2025 za pośrednictwem serwisu YouTube, Apple Music, Tidal oraz Spotify.

## Notowania
W Polsce utwór zadebiutował na 23. miejscu na polskiej liście sprzedaży – OLiS.